# Sirohi (Staat)
Sirohi (Hindi: सिरोही, Sirohī) war einer der Fürstenstaaten der Rajputen im heutigen Rajasthan (Britisch-Indien), benannt nach seiner gleichnamigen Hauptstadt. Das Fürstenhaus geht zurück auf Rao Alhana, Herrscher von Nadol aus dem Rajputen-Clan der Deora-Chauhan.
Rao Ranmal (1374–92) gründete die Stadt Sirohi, Rao Sobhaji (1392–24) Shivpuri. Rao Sains Mal (1424–51) gab Shivpuri auf und machte Sirohi 1435 zur Hauptstadt des Fürstenstaats, der sich niemals der Oberhoheit der Großmoguln unterwarf.
1823 stellte sich Sirohi unter der Schutz der Briten und blieb britisches Protektorat bis 1947. Rao Keshri Singh (1889–1920) wurde von den Briten zum Maharao erhoben. Sirohi hatte 1941 eine Fläche von 4141 km² und 260.000 Einwohner. Am 15. Januar 1949 erfolgte der Anschluss an Indien. Am 26. Januar 1950 kam der Fürstenstaat größtenteils zu Rajasthan, am 1. November 1956 wurde er aufgelöst.